# Marcus Signer
Marcus Signer (* 1. Januar 1964 in Bern, Schweiz) ist ein Schweizer Schauspieler.

## Leben
Marcus Signer absolvierte 1982 bis 1986 eine Ausbildung als Schauspieler und Animator an der «Theaterwerkstatt 1230» in Bern, wo er anschliessend bis 1992 festes Ensemblemitglied wurde. Nach einem Stipendium-Aufenthalt in New York City arbeitete er als freier Schauspieler. Er spielte am Stadttheater Bern, beim «Club 111» und am «In Situ» Chur. Neben seiner Arbeit am Theater war Signer auch in Film- und Fernsehproduktionen zu sehen, wirkte in Hörspielen mit und arbeitet auch als Sprecher für Werbespots. Im Stadttheater Bern war er engagiert als «Dauergast».
Für seine Rolle «Mischa» in Schweizer Low-Budget Erfolgsfilm Mary & Johnny gewann er für seine Darstellung den Berner Filmpreis 2012. Für die Hauptrolle in Der Goalie bin ig (Regie: Sabine Boss) nach dem gleichnamigen Roman von Pedro Lenz wurde er beim Schweizer Filmpreis 2014 als bester Darsteller ausgezeichnet.
2018 erhielt Marcus Signer für die SRF-Serie «Wilder» den Schweizer Fernsehfilmpreis.
Er ist sowohl in Fernsehproduktionen regelmässig zu sehen – z. B. beim Zürcher Tatort – Blinder Fleck 2023 (Regie:Tobias Ineichen) – als auch in Kinofilmen – u.a Die Schwarze Spinne 2022 und Der Bestatter – Der Film 2023 (Regie: Markus Fischer)
In der Verfilmung der Hörspielreihe Philip Maloney, die seit Januar 2025 ausgestrahlt wird, übernimmt Signer die Hauptrolle des Privatdetektivs.
In der Öffentlichkeit äusserte sich Signer in Interviews mehrfach zu Schwierigkeiten mit seiner mentalen Gesundheit, insbesondere, wenn ein Dreh zu Ende gegangen war. Er gab jedoch an, seine durch den Konsum des Rauschgifts Heroin geprägte Vergangenheit überwunden zu haben.
Signer lebte den grössten Teil seines Lebens in Bern und wohnt derzeit aus beruflichen Gründen in Zürich.

## Filmografie
- 1991: Tatort: Kameraden
- 1993: Brandnacht
- 1996: Tatort: Das Mädchen mit der Puppe
- 1998: Zucker für die Bestie
- 1998: Rot wie das Blut
- 2001: Tatort: Time-Out
- 2011: Silberwald
- 2011: Mary & Johnny
- 2012: Der Bestatter
- 2013: Tatort: Geburtstagskind
- 2014: Der Goalie bin ig
- 2015: Driften
- 2015: Tatort: Schutzlos
- 2015: Spooky & Linda
- 2015: Schellen-Ursli
- 2016: Welcome to Iceland
- 2016: Stille Reserven
- 2016: Im Nirgendwo
- 2017–2022: Wilder (Fernsehserie)
- 2018: Die kleine Hexe
- 2019: Der Bär in mir (Sprecher)
- 2022: Die schwarze Spinne
- 2023: To shoot or not to shoot (Kurzfilm)
- 2023: Der Bestatter – Der Film
- 2023: Tatort: Blinder Fleck
- 2024: Maloney (Fernsehserie)
- 2025: Behind the Glass

## Auszeichnungen
- 2012: Berner Filmpreis für Mary & Johnny
- 2014: Schweizer Filmpreis – Bester Darsteller für Der Goalie bin ig
- 2018: Schweizer Fernsehfilmpreis für die männliche Hauptrolle in Wilder